# 胆石発作

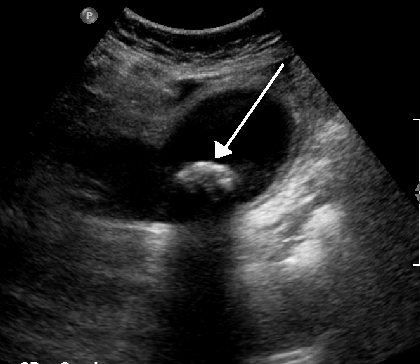
疝痛の原因となる胆石

胆石発作（たんせきほっさ）または胆石疝痛,（たんせきせんつう、英：Biliary colic）とは、胆石が食事等の刺激により胆管を閉塞することで生じる激しい上腹痛である。胆石の存在があっても無症状のまま経過するケースも少なくないが、胆石による胆管の閉塞により急性胆嚢炎・急性胆管炎を起こし、敗血症・ショック・意識障害に至ることもあり一刻も早く治療しないと生命に関わる事になる。

## 概要と症状
胆石とは胆嚢や胆管にある結石の事である。日本人では5人に1人が胆石を持っていると考えられ、その内の約半数は無症状であると言われているが、時に胆石発作の原因となる。胆石発作とは鳩尾や右上腹部に激痛が起こる事である。胆石発作は油ものを食べた後に起こる事が多い。この症状が起きた場合には医療機関の受診が必要となる。胆石発作の症状として突然、鳩尾や右上腹部に激痛が起こり、吐気や発熱を伴う。また胆石が原因となり、胆嚢炎や胆管炎などの炎症や胆嚢に穴があいて腹膜炎を起こしたりする。最悪の場合、胆石が胆汁の流れをせき止めるような事があれば、黄疸が出てくる事があり、この場合は治療を受けなければ生命に関わる事になる。

## 診断
胆石は腹部超音波検査やコンピュータ断層撮影（CT）で診断される。

## 治療
一般的な治療として、絶食や点滴で炎症を抑えてから胆石に対する治療を行なう事がほとんどである。胆石の種類によっては経口薬のウルソデオキシコール酸で時間をかけて溶かしたり、手術以外に対外衝撃波結石破砕療法といって衝撃波を結石に当てて砕いてしまう方法がある。手術をする場合は腹部を大きく切開して行なう場合と、腹腔鏡下胆嚢摘出術と言って腹部に小さな4個の穴を開けて傷が小さく目立たないようにする場合がある。胆嚢に穴が開き、腹膜炎になれば緊急手術が必要になり、胆嚢が腫れた状態では超音波で見ながら細い針で突いて腫れをやわらげる処置を行なう。黄疸の場合は十二指腸にある胆汁の出口からチューブを入れたり、肝臓を針で突いて胆汁を体外に誘導しなければならない。